# Stadio Partizan
Lo stadio Partizan (in serbo Стадион Партизана?, Stadion Partizana) è uno stadio multiuso, da calcio e da atletica. Lo stadio è situato sulla collina di Topčider nel quartiere di Autokomanda, nel municipio di Savski Venac a Belgrado, in Serbia. Ha una capienza di 32 710 posti a sedere, ospita le partite casalinghe del Partizan ed ha ospitato anche per un breve periodo (1959-1963) i rivali della Stella Rossa prima del trasferimento allo Stadio Rajko Mitić. 
Venne costruito ed inaugurato nel 1949 con il nome di Stadio dell'Esercito Popolare Jugoslavo (in serbo Стадион Југословенске Народне Армије-Стадион ЈНА?, Stadion Jugoslovenske Narodne Armije-Stadion JNA) ed è tuttora conosciuto con questo nome dalla maggior parte dei tifosi provenienti dalla ex-Jugoslavia. I tifosi del Partizan, i Grobari, lo hanno anche soprannominato "Tempio del calcio" (in serbo Фудбалски Храм?, Fudbalski Hram).
Ha ospitato, dal 1957 al 1988, la parata annuale della Giornata della Gioventù che si teneva il 25 maggio in onore delle festività per il compleanno del Maresciallo Tito.
Lo stadio ha quattro tribune: nord, sud, est e ovest; prima dell'installazione dei seggiolini, lo stadio aveva una capienza di 55 000 posti. 

## Storia
La costruzione dello stadio iniziò dopo la fine della Seconda guerra mondiale sul sito dello Stadio BSK (in serbo Стадион БСК?, Stadion BSK), stadio da 25 000 posti che ospitò le partite casalinghe del BSK Belgrado e della Nazionale jugoslava. Fu costruito con l'aiuto dell'Esercito Popolare tra il 1948 ed il 1951. Nonostante i lavori non fossero stati completati, la prima partita disputata in questo stadio, il 9 ottobre 1949, fu l'incontro amichevole Jugoslavia-Francia che terminò con il risultato 1-1. Lo stadio fu ufficialmente inaugurato in occasione della Giornata dell'Esercito Popolare, il 22 dicembre 1951. 
Il 1º aprile 1957 fu installata allo stadio la sua prima scoreboard elettronica che fu utilizzata per la prima volta in occasione della partita tra Partizan e Vardar Skopje, disputata il 30 novembre dello stesso anno. 
Lo stadio fu la sede della settima edizione dei Campionati europei di atletica leggera, che furono disputati dal 12 al 16 settembre 1962.
Nell'aprile 1989 lo stadio subì un cambio di proprietà, passando dalla proprietà dell'Esercito Popolare a quella del Partizan. La società cambiò ufficialmente il nome da Stadion JNA a Stadion Partizan. Prima dell'entrata in vigore delle normative di sicurezza UEFA lo stadio poteva ospitare fino a 55 000 spettatori. Dopo il rinnovamento, effettuato nel 1998, la capacità dello stadio fu ridotta a 32 710 spettatori.
Nella stagione 2003-2004 lo stadio ospitò per la prima volta delle gare di UEFA Champions League e si dimostrò un campo difficile da espugnare, dato che il Partizan non perse nessuna partita casalinga durante la fase a gironi, nonostante si trovasse nello stesso girone di Porto, Olympique Marsiglia e Real Madrid.
Nel settembre 2010 furono apportate delle leggere modifiche in occasione dell'edizione della Champions League di quell'anno. Il campo fu espanso di 1 m², furono rinnovati i pali delle porte e furono costruite le nuove tribune stampa sul lato ovest dello stadio.